# Cratyna atra
Cratyna atra är en tvåvingeart som beskrevs av Johannes Winnertz 1867. Cratyna atra ingår i släktet Cratyna och familjen sorgmyggor.
Artens utbredningsområde är Tyskland. Inga underarter finns listade i Catalogue of Life.